# Volta ao Algarve 2018
La Volta ao Algarve 2018, quarantaquattresima edizione della corsa, valevole come evento dell'UCI Europe Tour 2018 categoria 2.HC, si svolse in cinque tappe dal 14 al 18 febbraio 2018 su un percorso di 773,5 km, con partenza da Albufeira e arrivo all'Alto do Malhão, in Portogallo. La vittoria fu appannaggio del polacco Michał Kwiatkowski, che completò il percorso in 18h54'11" precedendo il britannico Geraint Thomas e lo statunitense Tejay van Garderen.
Al traguardo dell'Alto do Malhão 146 ciclisti, dei 173 partiti da Albufeira, portarono a termine la competizione.

## Tappe
| Tappa  | Data        | Percorso                          | km    | Vincitore di tappa | Leader cl. generale |
| ------ | ----------- | --------------------------------- | ----- | ------------------ | ------------------- |
| 1ª     | 14 febbraio | Albufeira > Lagos                 | 192,6 | Dylan Groenewegen  | Dylan Groenewegen   |
| 2ª     | 15 febbraio | Sagres > Alto da Fóia             | 187,9 | Michał Kwiatkowski | Geraint Thomas      |
| 3ª     | 16 febbraio | Lagoa > Lagoa (cron. individuale) | 20,3  | Geraint Thomas     | Geraint Thomas      |
| 4ª     | 17 febbraio | Almodôvar > Tavira                | 199,2 | Dylan Groenewegen  | Geraint Thomas      |
| 5ª     | 18 febbraio | Faro > Alto do Malhão             | 173,5 | Michał Kwiatkowski | Michał Kwiatkowski  |
| Totale | Totale      | Totale                            | 773,5 |                    |                     |

## Squadre e corridori partecipanti
| N.      | Cod. | Squadra              |
| ------- | ---- | -------------------- |
| 1-7     | BMC  | BMC Racing Team      |
| 11-17   | BOH  | Bora-Hansgrohe       |
| 21-27   | FDJ  | FDJ                  |
| 31-37   | LTS  | Lotto Soudal         |
| 41-46   | MOV  | Movistar Team        |
| 51-57   | QST  | Quick-Step Floors    |
| 61-67   | DDD  | Team Dimension Data  |
| 71-77   | TKA  | Team Katusha Alpecin |
| 81-87   | TLJ  | Team Lotto NL-Jumbo  |
| 91-97   | SKY  | Team Sky             |
| 101-107 | SUN  | Team Sunweb          |
| 111-117 | TFS  | Trek-Segafredo       |
| 121-127 | UAD  | UAE Team Emirates    |

| N.      | Cod. | Squadra                 |
| ------- | ---- | ----------------------- |
| 131-136 | CJR  | Caja Rural-Seguros RGA  |
| 141-147 | COF  | Cofidis                 |
| 151-157 | WGG  | Wanty-Groupe Gobert     |
| 161-167 | ALU  | Aviludo-Louletano-Uli   |
| 171-177 | EFP  | Efapel                  |
| 181-187 | LAA  | LA.Aluminios            |
| 191-197 | LSC  | Libery Seguros/Carglass |
| 201-207 | MIR  | Miranda-Mortágua        |
| 211-217 | RPB  | Radio Popular-Boavista  |
| 221-227 | STA  | Sporting/Tavira         |
| 231-237 | VFB  | Vito/Feirense/BlackJack |
| 241-247 | W52  | W52/FC Porto            |

## Dettagli delle tappe

### 1ª tappa
- 14 febbraio: Albufeira > Lagos – 192,6 km

Risultati
| Pos. | Corridore         | Squadra  | Tempo    |
| ---- | ----------------- | -------- | -------- |
| 1    | Dylan Groenewegen | Lotto NL | 4h47'58" |
| 2    | Arnaud Démare     | FDJ      | s.t.     |
| 3    | Hugo Hofstetter   | Cofidis  | s.t.     |

| Pos. | Corridore         | Squadra  | Tempo    |
| ---- | ----------------- | -------- | -------- |
| 1    | Dylan Groenewegen | Lotto NL | 4h47'58" |
| 2    | Arnaud Démare     | FDJ      | s.t.     |
| 3    | Hugo Hofstetter   | Cofidis  | s.t.     |

### 2ª tappa
- 15 febbraio: Sagres > Alto da Fóia – 187,9 km

Risultati
| Pos. | Corridore          | Squadra | Tempo    |
| ---- | ------------------ | ------- | -------- |
| 1    | Michał Kwiatkowski | Sky     | 4h49'51" |
| 2    | Bauke Mollema      | Trek    | s.t.     |
| 3    | Geraint Thomas     | Sky     | s.t.     |

| Pos. | Corridore          | Squadra  | Tempo    |
| ---- | ------------------ | -------- | -------- |
| 1    | Geraint Thomas     | Sky      | 9h37'49" |
| 2    | Jaime Rosón        | Movistar | s.t.     |
| 3    | Michał Kwiatkowski | Sky      | s.t.     |

### 3ª tappa
- 16 febbraio: Lagoa > Lagoa – Cronometro individuale – 20,3 km

Risultati
| Pos. | Corridore          | Squadra | Tempo  |
| ---- | ------------------ | ------- | ------ |
| 1    | Geraint Thomas     | Sky     | 24'09" |
| 2    | Victor Campenaerts | Lotto   | a 11"  |
| 3    | Stefan Küng        | BMC     | a 19"  |

| Pos. | Corridore          | Squadra  | Tempo     |
| ---- | ------------------ | -------- | --------- |
| 1    | Geraint Thomas     | Sky      | 10h01'58" |
| 2    | Michał Kwiatkowski | Sky      | a 22"     |
| 3    | Nélson Oliveira    | Movistar | a 32"     |

### 4ª tappa
- 17 febbraio: Almodôvar > Tavira – 199,2 km

Risultati
| Pos. | Corridore         | Squadra  | Tempo    |
| ---- | ----------------- | -------- | -------- |
| 1    | Dylan Groenewegen | Lotto NL | 4h33'49" |
| 2    | Matteo Pelucchi   | Bora     | s.t.     |
| 3    | John Degenkolb    | Trek     | s.t.     |

| Pos. | Corridore          | Squadra  | Tempo     |
| ---- | ------------------ | -------- | --------- |
| 1    | Geraint Thomas     | Sky      | 14h35'50" |
| 2    | Michał Kwiatkowski | Sky      | a 19"     |
| 3    | Nélson Oliveira    | Movistar | a 32"     |

### 5ª tappa
- 18 febbraio: Faro > Alto do Malhão – 173,5 km

Risultati
| Pos. | Corridore          | Squadra   | Tempo    |
| ---- | ------------------ | --------- | -------- |
| 1    | Michał Kwiatkowski | Sky       | 4h18'02" |
| 2    | Ruben Guerreiro    | Trek      | a 4"     |
| 3    | Serge Pauwels      | Dimension | a 8"     |

| Pos. | Corridore          | Squadra | Tempo     |
| ---- | ------------------ | ------- | --------- |
| 1    | Michał Kwiatkowski | Sky     | 18h54'11" |
| 2    | Geraint Thomas     | Sky     | a 1'31"   |
| 3    | Tejay van Garderen | BMC     | a 2'16"   |

## Evoluzione delle classifiche
| Tappa              | Vincitore          | Classifica generale Maglia gialla | Classifica a punti Maglia rossa | Classifica scalatori Maglia azzurra | Classifica giovani Maglia bianca | Classifica a squadre |
| ------------------ | ------------------ | --------------------------------- | ------------------------------- | ----------------------------------- | -------------------------------- | -------------------- |
| 1ª                 | Dylan Groenewegen  | Dylan Groenewegen                 | Dylan Groenewegen               | João Rodrigues                      | Sam Oomen                        | Quick-Step Floors    |
| 2ª                 | Michał Kwiatkowski | Geraint Thomas                    | Michał Kwiatkowski              | Ben King                            | Sam Oomen                        | Quick-Step Floors    |
| 3ª                 | Geraint Thomas     | Geraint Thomas                    | Michał Kwiatkowski              | Ben King                            | Sam Oomen                        | Team Sky             |
| 4ª                 | Dylan Groenewegen  | Geraint Thomas                    | Dylan Groenewegen               | Ben King                            | Sam Oomen                        | Team Sky             |
| 5ª                 | Michał Kwiatkowski | Michał Kwiatkowski                | Michał Kwiatkowski              | Ben King                            | Sam Oomen                        | Team Sky             |
| Classifiche finali | Classifiche finali | Michał Kwiatkowski                | Michał Kwiatkowski              | Ben King                            | Sam Oomen                        | Team Sky             |

Maglie indossate da altri ciclisti in caso di due o più maglie vinte
- Nella 2ª tappa Arnaud Démare ha indossato la maglia rossa al posto di Dylan Groenewegen.

## Classifiche finali

### Classifica generale - Maglia gialla
| Pos. | Corridore           | Squadra    | Tempo     |
| ---- | ------------------- | ---------- | --------- |
| 1    | Michał Kwiatkowski  | Sky        | 18h54'11" |
| 2    | Geraint Thomas      | Sky        | a 1'31"   |
| 3    | Tejay van Garderen  | BMC        | a 2'16"   |
| 4    | Bauke Mollema       | Trek       | a 2'22"   |
| 5    | Bob Jungels         | Quick-Step | a 2'33"   |
| 6    | Jaime Rosón         | Movistar   | a 2'49"   |
| 7    | M. Schachmann       | Quick-Step | a 2'50"   |
| 8    | Serge Pauwels       | Dimension  | s.t.      |
| 9    | Felix Großschartner | Bora       | a 2'51"   |
| 10   | Nélson Oliveira     | Movistar   | a 2'54"   |

### Classifica a punti - Maglia verde
| Pos. | Corridore          | Squadra  | Punti |
| ---- | ------------------ | -------- | ----- |
| 1    | Michał Kwiatkowski | Sky      | 51    |
| 2    | Dylan Groenewegen  | Lotto NL | 50    |
| 3    | John Degenkolb     | Trek     | 24    |
| 4    | Matteo Pelucchi    | Bora     | 24    |
| 5    | Timothy Dupont     | Wanty    | 21    |

### Classifica scalatori - Maglia azzurra
| Pos. | Corridore          | Squadra   | Punti |
| ---- | ------------------ | --------- | ----- |
| 1    | Ben King           | Dimension | 21    |
| 2    | Michał Kwiatkowski | Sky       | 19    |
| 3    | Lukas Pöstlberger  | Bora      | 11    |
| 4    | João Rodrigues     | W52       | 11    |
| 5    | Serge Pauwels      | Dimension | 11    |

### Classifica giovani - Maglia bianca
| Pos. | Corridore      | Squadra     | Tempo     |
| ---- | -------------- | ----------- | --------- |
| 1    | Sam Oomen      | Sunweb      | 18h57'35" |
| 2    | André Carvalho | Libery Seg. | a 5'39"   |
| 3    | Lennard Kämna  | Sunweb      | a 7'02"   |
| 4    | André Crispim  | Libery Seg. | a 8'57"   |
| 5    | Xuban Errazkin | BlackJack   | a 10'33"  |

### Classifica a squadre
| Pos. | Squadra              | Tempo     |
| ---- | -------------------- | --------- |
| 1    | Team Sky             | 56h47'11" |
| 2    | Quick-Step Floors    | a 1'24"   |
| 3    | BMC Racing Team      | a 3'20"   |
| 4    | Bora-Hansgrohe       | a 3'43"   |
| 5    | Team Katusha Alpecin | a 4'34"   |